# Cheiracanthium canariense
Cheiracanthium canariense är en spindelart som beskrevs av Jörg Wunderlich 1987. Cheiracanthium canariense ingår i släktet Cheiracanthium och familjen sporrspindlar. Inga underarter finns listade i Catalogue of Life.